# Villamartín (Villamartín de Valdeorras)
Villamartín (llamada oficialmente San Xurxo de Vilamartín de Valdeorras) es una parroquia y un lugar del municipio español de Villamartín de Valdeorras, en la provincia de Orense, Galicia.

## Toponimia
La parroquia también es conocida por los nombres de San Jorge de Villamartín y San Xurxo de Vilamartín.

## Organización territorial
La parroquia está formada por dos entidades de población:
- Valdegodos
- Vilamartín de Valdeorras (Vilamartín)

## Demografía

### Parroquia
| Gráfica de evolución demográfica de Villamartín (parroquia) entre 2000 y 2023 |
|                                                                               |
| Datos según el nomenclátor publicado por el INE.                              |

### Lugar
| Gráfica de evolución demográfica de Vilamartín de Valdeorras (lugar) entre 2000 y 2023 |
|                                                                                        |
| Datos según el nomenclátor publicado por el INE.                                       |